# Onehunga Sports
El Onehunga Sports es un club de fútbol de la ciudad de Auckland, Nueva Zelanda. Fue fundado en 1957 bajo el nombre de Cornwall y logró su primer título recién en 2017, cuando ganó tanto la Northern League como la Copa Chatham.

## Palmarés
- Northern League (1): 2017.
- Copa Chatham (1): 2017.[1]